# 桑蒂亚乌帕齐拉
桑蒂亚乌帕齐拉是孟加拉国拉杰沙希专区巴布纳县的乌帕齐拉。

## 人口統計
根據1991年孟加拉國人口普查，桑蒂亚人口有283,463人，其中高於十八歲者有135,476人。男性佔總人口之52.2%；女性佔總人口之47.8%。